# Annamaria Mazzetti
Annamaria Mazzetti (Magenta, 25 agosto 1988) è una triatleta italiana, pluricampionessa italiana di triathlon distanza olimpica e sprint.

## Carriera

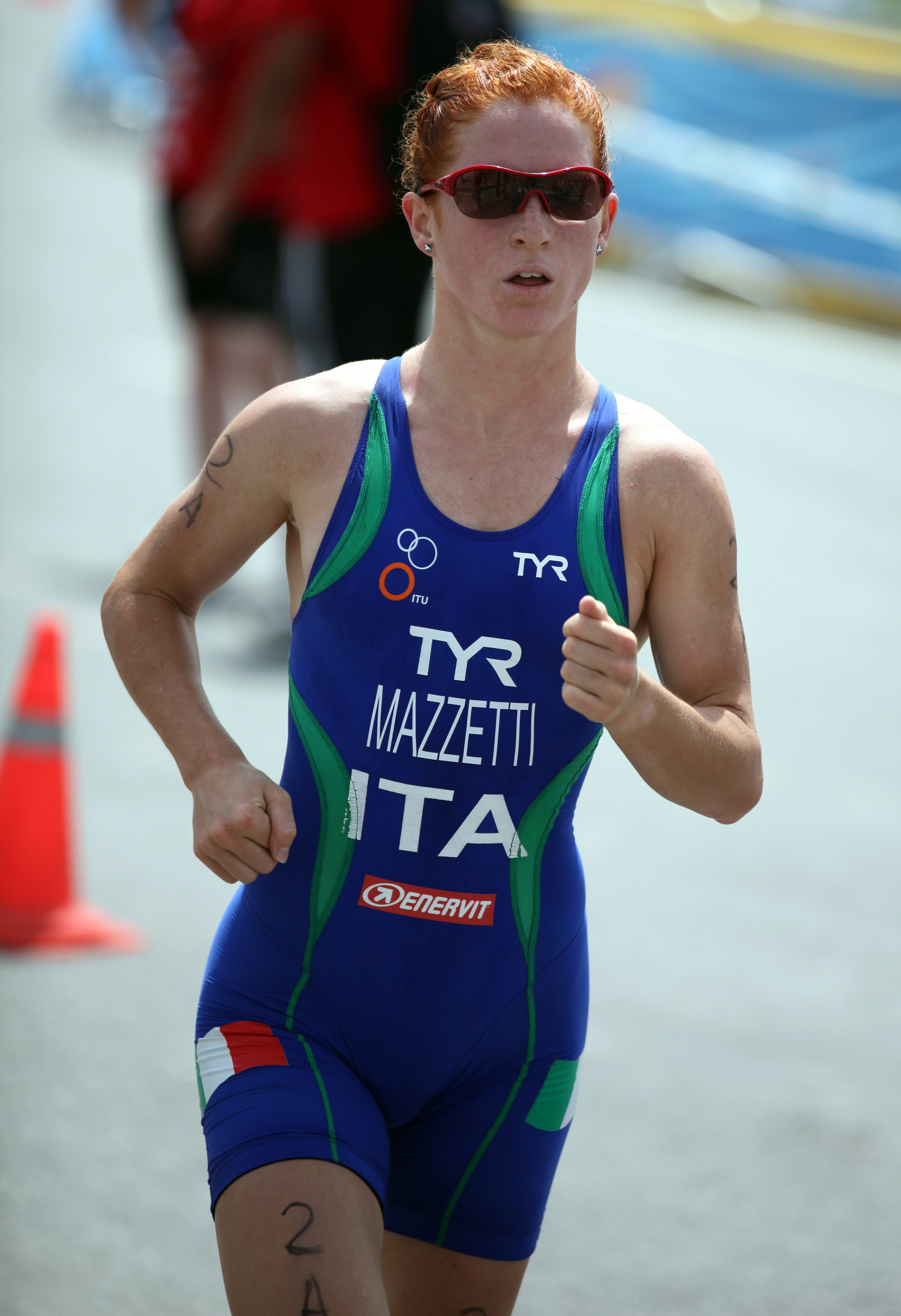
Annamaria Mazzetti ai campionati europei Pontevedra, 2011.

Nell'anno 2007 ha vinto tutte le specialità nelle categorie junior, cioè aquathlon, duathlon e triathlon. Nel 2008 è stata campionessa nazionale U23.
Nel 2010 ha vinto la medaglia di bronzo ai campionati europei U23 e conquista ad Holten un secondo posto alla World Cup.
Nel 2011 ha vinto il bronzo ai campionati europei élite.
Fatta eccezione per Nadia Cortassa, Annamaria Mazzetti è l'unica triatleta italiana ad aver vinto una medaglia ai campionati europei.
Ottiene due argenti in World Cup a tiszaújváros e Huatulco.
Il 4 agosto 2012 partecipa alle Olimpiadi di Londra, terminando la competizione al 46º posto con il tempo di 2.09.08.
Da Gennaio 2013 si trasferisce in Australia allenata da Darren Smith insieme ad altri fortissimi atleti internazionali.
Nel 2013 arriva quarta al campionato Europeo e conquista una medaglia di bronzo nella staffetta insieme ad Alice Betto, Alessandro Fabian e Davide Uccellari.
Conquista un altro podio, argento, in coppa del mondo a Palamós
A maggio del 2014 torna ad allenarsi in Italia, con uno staff composto da Leonardo Sanesi Manuel Canuto e Alessandro Lambruschini (medaglia olimpica ad Atlanta 96 nei 3000siepi.
Ai campionati Europei di giugno conquista un bronzo individuale e un Oro nella staffetta con Alessandro Fabian, Charlotte Bonin e Mattias Stainwander.
Nelle settimane successive ottiene due grandi prestazioni non due gare di World Triathlon Series, prove valide per il campionato del mondo, ottenendo un 4º posto a Chicago ed un 6º ad Amburgo.
Dopo un autunno/inverno difficile nel 2015 torna a grandi livelli ottenendo un ottimo Argento ai campionati Europei dietro alla campionessa olimpica in carica.
E dopo un nono posto ad Amburgo in una prova delle World Triathlon Series, disputa la Preolimpica a Rio De Janeiro, piazzandosi all'ottavo posto.
Il 20 agosto 2016 partecipa alle Olimpiadi di Rio De Janeiro, terminando la competizione al 29º posto con il tempo di 2.01.53.
In Italia, Annamria Mazzetti rappresenta l'associazione sportiva della Polizia di Stato, GS Fiamme Oro, dopo aver rappresentato anteriormente il Friesian Team. Annamaria Mazzetti è residente a Cesate.

## Gare ITU
Nei sette anni dal 2004 al 2010, ha partecipato a 30 gare ITU e ben 19 volte si è piazzata tra i top ten.
L'elenco seguente è basato sulle graduatorie ufficiali dell'ITU e sulla pagina Athletes's Profile Page.
Le gare seguenti si riferiscono, se non indicate in modo diverso, a gare di triathlon (distanza Olimpica) e alla categoria elite.
| data       | gara                                                                          | luogo                     | posizione |
| ---------- | ----------------------------------------------------------------------------- | ------------------------- | --------- |
| 2004-07-03 | European Championships (Junior)                                               | Lausanne                  | 14        |
| 2005-07-23 | European Championships (Junior)                                               | Alexandroupoli(s)         | 10        |
| 2005-07-24 | European Championships (Junior Women Relay)                                   | Alexandroupoli(s)         | 2         |
| 2005-09-08 | Aquathlon World Championships                                                 | Gamagori                  | 6         |
| 2005-09-10 | World Championships (Junior)                                                  | Gamagori                  | 4         |
| 2006-06-23 | European Championships (Junior)                                               | Autun                     | 7         |
| 2006-07-08 | Junior European Cup                                                           | Rijeka                    | 1         |
| 2006-07-30 | Junior European Cup                                                           | Salford                   | 2         |
| 2006-08-12 | Junior European Cup                                                           | Tiszaújváros              | DNS       |
| 2006-09-02 | World Championships (Junior)                                                  | Lausanne                  | 18        |
| 2006-10-07 | Duathlon European Championships (Junior)                                      | Rimini                    | 2         |
| 2007-05-19 | Duathlon World Championships (Junior)                                         | Győr                      | 4         |
| 2007-06-29 | European Championships (Junior)                                               | Copenaghen                | 12        |
| 2007-08-12 | Junior European Cup                                                           | Tiszaújváros              | 2         |
| 2007-08-30 | BG World Championships (Junior)                                               | Hamburg                   | 32        |
| 2008-04-19 | Premium European Cup                                                          | Pontevedra                | DNF       |
| 2008-06-27 | 9th World University Triathlon Championship                                   | Erdek                     | 17        |
| 2009-06-20 | European Championships (U23)                                                  | Tarzo Revine              | 4         |
| 2009-08-23 | European Cup                                                                  | Karlovy Vary (Carlsbad)   | 4         |
| 2009-09-09 | Dextro Energy World Championship Series, Grand Final: U23 World Championships | Gold Coast                | 7         |
| 2010-01-10 | Pan American Cup                                                              | Viña del Mar              | 12        |
| 2010-01-15 | Pan American Cup                                                              | La Paz                    | 4         |
| 2010-04-17 | European Cup                                                                  | Antalya                   | 7         |
| 2010-05-28 | FISU 10th World University Championships                                      | Valencia                  | 3         |
| 2010-06-05 | Dextro Energy World Championship Series                                       | Madrid                    | 21        |
| 2010-07-03 | European Championships                                                        | Athlone                   | 8         |
| 2010-07-10 | World Cup                                                                     | Holten                    | 2         |
| 2010-08-14 | Dextro Energy World Championship Series                                       | Kitzbuhel                 | 47        |
| 2010-08-21 | Sprint World Championships                                                    | Lausanne                  | 12        |
| 2010-08-28 | European Championships (U23)                                                  | Vila Nova de Gaia (Porto) | 3         |
| 2010-09-08 | Dextro Energy World Championship Series, Grand Final: U23 World Championship  | Budapest                  | 31        |
| 2011-01-16 | Pan American Cup                                                              | La Paz                    | 2         |
| 2011-03-26 | World Cup                                                                     | Mooloolaba                | DNF       |
| 2011-04-09 | Dextro Energy World Championship Series                                       | Sydney                    | 46        |
| 2011-06-04 | Dextro Energy World Championship Series                                       | Madrid                    | DNF       |
| 2011-06-12 | Sprint European Cup                                                           | Cremona                   | 3         |
| 2011-06-18 | Dextro Energy World Championship Series                                       | Kitzbuhel                 | 44        |
| 2011-06-24 | European Championships                                                        | Pontevedra                | 3         |